# Iván Mordisco
Néstor Gregorio Vera Fernández, mais conhecido como Iván Mordisco (El Peñón, 8 de outubro de 1974) é um guerrilheiro dissidente colombiano. Ele foi guerrilheiro das Forças Armadas Revolucionárias da Colômbia - Exército do Povo (FARC-EP) e diz ser contra o acordo de paz entre o governo colombiano e as FARC-EP, se unindo ao movimento de dissidência.
Em 2023, foi estimado que seu grupo, o Estado Maior Central, possuia 2.200 guerrilheiros e 1.400 colaboradores, sendo o terceiro maior grupo armado ilegal colombiano, perdendo para a ALN e o Clan del Golfo.

## Biografia

### Militância nas FARC-EP
Se juntou às FARC-EP quando menor de idade, como guerrilheiro raso. Em 1995, entrou na Frente 39 das FARC-EP, se especializando como francoatirador e em explosivos. Após a captura de Gerardo "Cesar" Aguilar em 2008, se tornou comandante da Frente 1 das FARC-EP, a "Armando Ríos". Foi substituído em 2009 Marco "Kokoriko" Fidel Suárez, e voltou ao cargo entre 2012 e 2016. Foi capturado em Miraflores em 2015, mas foi rapidamente liberto pelo Exército Nacional.

### Dissidência
Se opôs ao desmantelamento da guerrilha como parte dos acordos de paz entre as FARC-EP e o governo colombiano, sendo o primeiro a declarar-se dissidente.
Em 2019, após a morte de Edgar “Rodrigo Cadete” Mesías Salgado, liderou um plano de integração das dissidências das FARC-EP. Se tornou líder das frentes 1 a 7 das FARC-EP após a morte de Gentil Duarte em 2022. Foi ferido em uma operação militar em 2020.
Acreditava-se que ele havia morrido em 15 de julho de 2022, após um bombardeio na calçada Santa Rita, em San Vicente de Caguán. Seu corpo não foi encontrado, porém foram encontrados alguns de seus pertences, como sua boina e celular, e também foram interceptadas comunicações dos dissidentes onde sua morte havia sido confirmada. A ação se deu dentro da Operação Jupiter, liderada pela Força Públia da Colômbia. Após o bombardeio, foram identificados sete dos nove corpos encontrados, incluindo a parceira romântica de Iván, Lorena, e duas crianças. Alguns dias antes do atentado, Iván gravou um vídeo propondo um cessar-fogo e negociações de paz com o presidente recém-eleito Gustavo Petro.
Mordisco reapareceu em um vídeo divulgado no dia 23 de setembro de 2022, onde discursou sobre o encerramento das atividades guerrilheiras, e afirmou que apenas atacaria se fosse atacado.
Em abril de 2023, apareceu em San Vicente de Caguán como comandante do Estado Maior Central das dissidências das FARC-EP, anunciando a participação do grupo com as negociações de paz com o governo Gustavo Petro.

## Atividades criminais
Atua em diversos distritos, como o norte de Santander, Arauca, Cauca, Guaviare, Vaupés, Vichada e Meta, onde esteve relacionado com diversos crimes, como narcotráfico, terrorismo, garimpo ilegal, extorsão, recrutamento forçado, assassinato de lideranças sociais e indígenas, entre outros.
É procurado pelo estado colombiano. Entre as acusações, estão o sequestro de um funcionário da ONU em Calamar em 2017, o sequestro de 17 membros de uma missão médica em Guaviare em dezembro de 2019, O assassinato de nove militares em São José do Guaviare em julho de 2021, e o ataque contra o batalhão de infantaria de Granada, que deixou dois mortos em fevereiro de 2022.

### Desmatamento
Em 2021, Iván Mordisco, Jhon 40 e Gentil Duarte foram processados pelo estado colombiano por abrir clareiras no meio da Floresta Amazônica para o cultivo ilegal de drogas e criação de gado, mas não compareceram ao julgamento por estarem sendo perseguidos por suas participações nas dissidências das FARC-EP. De acordo com o fiscal responsável pelo caso, há provas que os envolvidos estavam desmatando a floresta com o objetivo de criar o chamado "Corredor Marginal da Floresta Amazônica", que ligaria as cidades La Macarena e San José de Guaviare. As áreas afetadas pelo grupo são os Parques Nacionais de Tinigua, Chiribiquete e La Macarena. Os homens do grupo de Mordisco também ameaçaram ativistas ambientais e servidores dos parques nacionais colombianos.
Em 2022, após pedidos do presidente Gustavo Petro, o grupo de Mordisco passou a atuar como guardas florestais, proibindo que pecuaristas cortassem árvores na floresta sob pena de multa de 10 a 20 milhões de pesos ou até mesmo morte. Sua atuação levou a uma queda do desmatamento na Amazônia Colombiana de 76% durante os três primeiros meses de 2022, e de 90% nas áreas onde possuía maior controle em 2023. Por isso, Iván foi apontado como uma das pessoas que mais protege a Floresta Amazônica. Apesar de sua atuação, há dúvidas quanto a legitimidade de suas ações. É especulado que ele esteja usando a queda do desmatamento para barganhar com o governo Gustavo Petro durante as negociações de paz, ou que é importante que ao menos parte da floresta esteja de pé para que suas tropas possam se movimentar.